# Jacques Pierre Brissot
Jacques Pierre Brissot, francoski politik, * 15. januar 1754, † 31. oktober 1793.
Brissot je bil eden vodilnih žirondistov, a je bil pozneje sam usmrčen med francosko revolucijo.
- Bibliothèque philosophique du Législateur, du Politique, du Jurisconsulte, 1782